# Jリーグチャンピオンシップ
Jリーグチャンピオンシップ（ジェイリーグチャンピオンシップ、J.League Championship）は、日本プロサッカーリーグ（Jリーグ）のトップカテゴリであるJリーグ ディビジョン1 (J1) で行われていた年間王者決定戦（ポストシーズン）である。
本項では、開幕年の1993年シーズンから2004年シーズンまでの11年間（1ステージ制だった1996年シーズンを除く）に実施された制度と、2015年シーズンおよび2016年シーズンに実施された制度について分けて記す。また、1996年シーズンにチャンピオンシップの代替大会として実施された サントリーカップ・チャンピオン・ファイナル についても記す。

## 2004年まで
2004年まではサントリーが特別協賛しており、『Jリーグサントリーチャンピオンシップ』（J.League Suntory Championship）の呼称で実施されていた。1stステージと2ndステージ（1993年から1995年まではそれぞれサントリーシリーズ、NICOSシリーズと呼称）の優勝クラブが出場し、年間優勝のタイトルを争った。Jリーグの年間順位は、この大会の勝者が優勝、敗者が2位となる。
勝利クラブには、Jリーグチャンピオンとしてゼロックス・スーパーカップ（天皇杯優勝クラブとの対戦）、AFCチャンピオンズリーグ (ACL)、サンワバンクカップ（1995年まで）、A3チャンピオンズカップ（2002年以降）への出場権も与えられた。
毎年11月下旬から12月上旬に開催されていた（1993年は1994年ワールドカップ・アジア予選との兼ね合いで、1994年1月）。1993年-1995年は両ステージの優勝クラブが同じ場合でも、各ステージの2位同士によるチャンピオンシップ出場決定戦（1試合）の勝者（敗者を3位とする）と対戦、1・2位とも重複の場合はその2クラブで対戦 するというルールがあったが、実際には重複優勝がなかったので実施されることはなかった。1997年からは、両ステージの優勝クラブが同一の場合はそのクラブを年間優勝とし、チャンピオンシップは開催しない規定となった。
2005年シーズンから1シーズン2回戦総当りの結果で年間王者を決定する方式へ移行し、2004年シーズンの大会をもって終了となった。

### レギュレーション (2004年まで)
試合はホーム・アンド・アウェー方式による2試合で、1997年大会を除き第1戦は1stステージ（またはサントリーシリーズ）の、第2戦は2ndステージ（またはNICOSシリーズ）の優勝クラブのホームスタジアムを原則的に使用した。ただし、大会当初の3年間は出場した関東の3クラブいずれもがスタジアムのキャパシティ等の都合から国立霞ヶ丘競技場陸上競技場でホームゲームを開催し、以後も1998年と2000年の2度使用された。
各試合とも基本的にそれぞれのシーズンのJリーグ試合方式に準じる。ただし、2000年大会以降は90分で決着がつかなかい場合、延長戦を行なわず引き分けとした。また、1993年度大会のように第1戦の勝敗内容によっては第2戦の延長戦などを実施せず、引き分け等で試合終了とする場合もある。
順位の決定方法は、1994年までは2試合の勝利数、1995年以降は合計勝点による。同勝点（勝利数）の場合は2試合の通算得点（1994年までは続いて勝利内容）で決定する。それでも決着がつかない場合は、第2戦終了後に15分ハーフのVゴール方式の延長戦（2000年以降）またはPK戦（1999年）で優勝を決める。1998年までは第2戦後に決着がつかなければ、Jリーグの定める会場で決定戦を行うことになっていた。また大会初期には、2試合とも延長戦およびPK戦を経て1勝1敗となった場合は（再度PK戦をせず）両者優勝とするものであった（ともに、適用されなかった）。

### 試合結果（2004年まで）
- 太字チームが優勝
- スコアの後の括弧は会場
- vはVゴール方式の延長戦による決着

| 年度   | 1stステージ 優勝クラブ                              | 合計スコア （決定戦）                               | 第1レグ スコア                                      | 第2レグ スコア                                      | 2ndステージ 優勝クラブ                              | 備考 |
| ------ | --------------------------------------------------- | --------------------------------------------------- | --------------------------------------------------- | --------------------------------------------------- | --------------------------------------------------- | --- |
| 1993年 | 鹿島アントラーズ                                    | 1－3                                                | 0－2 （国立）                                       | 1－1 （国立）                                       | ヴェルディ川崎                                      | 第2レグは同点で90分間を終えたが、第1レグとの合計スコアでヴェルディが勝ち越していたため、延長戦を行わず、そのままヴェルディの優勝となった |
| 1994年 | サンフレッチェ広島                                  | 0－2                                                | 0－1 （広島ビ）                                     | 0－1 （国立）                                       | ヴェルディ川崎                                      | |
| 1995年 | 横浜マリノス                                        | 2－0                                                | 1－0 （国立）                                       | 1－0 （国立）                                       | ヴェルディ川崎                                      | |
| 1997年 | 鹿島アントラーズ                                    | 2－4                                                | 2－3v （磐田）                                      | 0－1 （カシマ）                                     | ジュビロ磐田                                        | この年はホームゲームの順番を抽選で決定                                                                                                   |
| 1998年 | ジュビロ磐田                                        | 2－4                                                | 1－2v （国立）                                      | 1－2 （カシマ）                                     | 鹿島アントラーズ                                    | |
| 1999年 | ジュビロ磐田                                        | 3－3 PK戦4-2                                        | 2v－1 （磐田）                                      | 1－2v （日本平）                                    | 清水エスパルス                                      | 2試合の合計得点と勝利内容が同じのため、PK戦で決着                                                                                        |
| 2000年 | 横浜F・マリノス                                     | 0－3                                                | 0－0 （横浜国）                                     | 0－3 （国立）                                       | 鹿島アントラーズ                                    | |
| 2001年 | ジュビロ磐田                                        | 2－2 延長0-1v                                       | 2－2 （エコパ）                                     | 0－0 （カシマ）                                     | 鹿島アントラーズ                                    | 2試合の合計得点と勝利内容が同じのため、Vゴール方式の延長戦で決着                                                                         |
| 2002年 | 両ステージともジュビロ磐田の完全優勝により行わず    | 両ステージともジュビロ磐田の完全優勝により行わず    | 両ステージともジュビロ磐田の完全優勝により行わず    | 両ステージともジュビロ磐田の完全優勝により行わず    | 両ステージともジュビロ磐田の完全優勝により行わず    | |
| 2003年 | 両ステージとも横浜F・マリノスの完全優勝により行わず | 両ステージとも横浜F・マリノスの完全優勝により行わず | 両ステージとも横浜F・マリノスの完全優勝により行わず | 両ステージとも横浜F・マリノスの完全優勝により行わず | 両ステージとも横浜F・マリノスの完全優勝により行わず | |
| 2004年 | 横浜F・マリノス                                     | 1－1 延長0-0 PK戦4-2                                | 1－0 （横浜国）                                     | 0－1 （埼玉）                                       | 浦和レッズ                                          | 2試合の合計得点と勝利内容が同じのため、Vゴール方式の延長戦およびPK戦で決着                                                               |

### Jリーグチャンピオンと年間勝点1位
年間勝点1位のクラブでチャンピオンシップを制したのは1993年、1994年のヴェルディ川崎だけである。
各年度のチャンピオンシップ出場クラブ（Jリーグチャンピオンおよび準優勝）と年間勝点1位クラブは以下の表の通りである。
| 年     | Jリーグチャンピオン | Jリーグ準優勝        | 年間勝点1位クラブ |
| ------ | ------------------- | -------------------- | ----------------- |
| 1993年 | ヴェルディ川崎      | 鹿島アントラーズ     | ヴェルディ川崎    |
| 1994年 | ヴェルディ川崎      | サンフレッチェ広島   | ヴェルディ川崎    |
| 1995年 | 横浜マリノス        | ヴェルディ川崎       | ヴェルディ川崎    |
| 1997年 | ジュビロ磐田        | 鹿島アントラーズ     | 鹿島アントラーズ  |
| 1998年 | 鹿島アントラーズ    | ジュビロ磐田         | ジュビロ磐田      |
| 1999年 | ジュビロ磐田        | 清水エスパルス       | 清水エスパルス    |
| 2000年 | 鹿島アントラーズ    | 横浜F・マリノス      | 柏レイソル        |
| 2001年 | 鹿島アントラーズ    | ジュビロ磐田         | ジュビロ磐田      |
| 2002年 | ジュビロ磐田        | （横浜F・マリノス）※ | ジュビロ磐田      |
| 2003年 | 横浜F・マリノス     | （ジュビロ磐田）※    | 横浜F・マリノス   |
| 2004年 | 横浜F・マリノス     | 浦和レッズ           | 浦和レッズ        |

※2002年、2003年は、両ステージ1位チームが同じ（完全優勝）だったためチャンピオンシップは行わず。

## サントリーカップ（1996年）
1996年シーズンは1ステージ制採用のためチャンピオンシップは開催せず、代替大会としてチャンピオンシップと同じくサントリー協賛による「サントリーカップ・チャンピオン・ファイナル」が開催された。
大会はリーグ戦とナビスコカップの上位2クラブずつ合計4クラブが参加する1回戦制のトーナメント戦で、それぞれの優勝クラブのホームで準決勝が、中立地である国立霞ヶ丘競技場で決勝が行われた。

### トーナメント表
|  | 準決勝（11月13日・日本平／カシマ）  | 準決勝（11月13日・日本平／カシマ） |   |  | 決勝（11月20日・国立） | 決勝（11月20日・国立） |
|  |                                     |                                    |   |  |                        |                        |
|  |                                     |                                    |   |  |                        |                        |
|  | 清水エスパルス（ナビスコカップ1位） | 0 (PK1)                            |   |  |                        |                        |
|  | 名古屋グランパスエイト（リーグ2位） | 0 (PK3)                            |   |  |                        |                        |
|  |                                     |                                    |   |  |                        |                        |
|  | 名古屋グランパスエイト（延長）      | 1                                  |   |  |                        |                        |
|  |                                     | 鹿島アントラーズ                   | 0 |  |                        |                        |
|  |                                     |                                    |   |  |                        |                        |
|  | 鹿島アントラーズ（リーグ1位）       | 1 (PK4)                            |   |  |                        |                        |
|  | ヴェルディ川崎（ナビスコカップ2位） | 1 (PK2)                            |   |  |                        |                        |

名古屋グランパスエイトが優勝した。このため、前年までのチャンピオンシップ優勝チームと同様に翌1997年度のサンワバンクカップの出場権が与えられた。なお、リーグタイトルを決める大会ではないため、アジアクラブ選手権とゼロックススーパーカップへはリーグ戦優勝である鹿島が出場権を得ている。

### スコアテーブル
| 準決勝 1996年11月13日               | 清水エスパルス | 0 - 0 (延長) (1–3 PK戦)                         | 名古屋グランパスエイト | 日本平スタジアム                          |  |
| 19:00                               |                | 公式記録                                        |                        | 観客数: 15,285人 主審: ベルナール・ソール |  |
|                                     |                | PK戦                                            |                        |                                           |  |
| 澤登正朗 サントス 齊藤俊秀 大榎克己 |                | デュリックス トーレス ストイコビッチ 西ヶ谷隆之 |                        |                                           |  |

| 準決勝 1996年11月13日                   | 鹿島アントラーズ | 1 - 1 (延長) (4–2 PK戦)             | ヴェルディ川崎 | 県立カシマサッカースタジアム    |  |
| 19:05                                   | マジーニョ 9分   | 公式記録                            | 三浦知良 70分  | 観客数: 16,081人 主審: 岡田正義 |  |
|                                         |                  | PK戦                                |                |                                 |  |
| マジーニョ 長谷川祥之 本田泰人 ロドリゴ |                  | 三浦知良 ビスマルク 北澤豪 三浦泰年 |                |                                 |  |

| 決勝 1996年11月20日 | 名古屋グランパスエイト | 1 - 0 (延長) | 鹿島アントラーズ | 国立霞ヶ丘競技場                            |  |
| 19:05               | ストイコビッチ 110分   | 公式記録     |                  | 観客数: 25,017人 主審: レスリー・モットラム |  |

## 2015年および2016年
2015年および2016年シーズンは、J1において2ステージ制が復活し、ポストシーズンとしてチャンピオンシップが行われることになった。

### 導入の経緯
スポーツニッポンは、2010年3月28日付け紙面に於いて、2011年にもJ1リーグ優勝決定戦（チャンピオンシップ）を復活させる計画があると報じた。それによると、過去の2ステージ制の復活ではなく、ホーム・アンド・アウェーの年間1ステージ制によるリーグ戦を予選とみなし、その予選の上位3クラブがステップラダートーナメントを争う方式が検討されており、具体的には1位のクラブが決勝戦に自動的に進み、2位と3位で準決勝を行い、その勝者と1位クラブとでリーグ優勝を争うというものだった。日程の問題、特に前年度成績上位クラブはACL出場、更にJリーグカップ（Jリーグヤマザキナビスコカップ）決勝ラウンドに出場するクラブもあり、それらは年末の天皇杯全日本サッカー選手権大会と併せて日程が過密化する恐れがあることから、チャンピオンシップトーナメントの開催実現には課題が残るといわれた。
結果的に2011年からの導入は実現に至らなかったが、観客動員やスポンサー収入の減少などから、2013年からもう一度2ステージ制の導入について提案する動き や、2ステージ制で両方のステージに同一クラブが優勝した場合は、その代わりとしてプロ野球のクライマックスシリーズと同様の方式によるプレーオフ導入も検討されている と報じられていた。しかし、浦和の橋本光夫社長（当時）が「1ステージ制に問題があるとは思えない。2ステージ制を拙速に決めるのはよくない」「平日の試合が増加することで、集客が大変になる（週2試合が増えてしまう）」、大宮の鈴木茂社長（当時）が「入場者数は各クラブの努力。現場の声を踏まえるなど議論の余地がある」などといずれも集客増を目的とした2ステージ制の導入に疑問を呈し、浦和のサポーターが「世界基準からかけ離れた2ステージ制に日本サッカーの未来はあるのか?!」といった抗議の横断幕を掲げるなど、2ステージ制復活への疑問や反対意見も報じられた。
その後、2013年9月のJリーグ・J1・J2合同実行委員会と理事会で、2015年度をめどに「2ステージ制+ポストシーズン」併用によるチャンピオンシップ復活が決議された。2ステージ制+ポストシーズンの併用について、Jリーグチェアマン（当時）の大東和美は、「大会方式を変更することによってJ1をこれまで以上に活性化させて、チャンピオンシップトーナメント（SS、CS）に注目が集まることで、今まで以上に国民的コンテンツとして成長し、多くの方に関心を持っていただき、ファンのすそ野をさらに広げることを目指す」 としており、さらにその上で「現在のJリーグでは開幕当初や一時期と比較して、平均入場者の伸びが鈍化しており、一般的関心が下がっているという現実があります。こうした状況を変えて、Jリーグがさらに発展・成長していくための手段の検討と実行が急務となっています。今回のリーグ戦の大会方式変更はファンの声もいただきながら、JリーグやJクラブにかかわる多くの方々が背景を共有したうえで、それぞれの立場を超えて議論した結論です。この決定は決して過去への回帰ではなく、未来への前進です」 としている。
2015年11月6日、同大会のアンバサダーとして、松木安太郎の就任が発表された。2016年も同様に松木安太郎がアンバサダーに就任している。

### ポストシーズン案の策定
ポストシーズン導入発表時点で公表されたポストシーズンのトーナメントは以下の通りとなっており、2段階制を導入することとした。
- 第1段階として「スーパーステージ」（仮称、以下「SS」と表記）を実施。前期・後期のそれぞれ2位までの最大4チームが参加し、ノックアウトトーナメントを実施。
  - 1回戦は「第1ステージ1位」-「第2ステージ2位」、「第1ステージ2位」-「第2ステージ1位」で戦う。
  - 2回戦は1回戦の勝者同士が戦い、2回戦の勝者がチャンピオンシップに進出。
- 第2段階として、SSの勝者と「年間勝点1位」のチームが戦う「チャンピオンシップ」（仮称、以下「CS」と表記）を実施し、勝者を年間優勝、敗者を年間2位とする。

上述のとおり、2000年シーズンの柏のように年間最多勝点でありながらチャンピオンシップ進出を果たせなかったという不都合を解消するために、年間勝点総合計第1位クラブがCSに無条件に進出することと、それ以外の中での上位最大4クラブによって、もう一つのCS進出クラブを決める場をつくる（SS）という点が過去のチャンピオンシップの方式とは大きく異なる。ただし、同じクラブが2つのステージとも1・2位に入った場合や、年間勝点合計1位と重複した場合の大会の扱い、あるいはACL進出の争いなどについてはこの段階では未定となっていた。
対象クラブが重複した場合については「各ステージの3位以下を繰り上げてSSに出場させ、SSの3試合は確保する」方向で検討を行っていた が、各ステージ3位以下の繰り上げ出場を認めた場合に、レギュラーシーズンでの対戦に於いて意図的に負けることでSSでの対戦を有利にする「抜け道」がある ことがわかり、「1ステージ制とポストシーズン」との並列を含めて検討することになった。
これらを踏まえて、2013年11月13日に行ったJリーグの実行委員会で、当初の原案である2ステージ制導入を前提としたポストシーズンの修正案が提示された。トーナメントの基本形は次の通りである。
|  | SS第1ラウンド | SS第1ラウンド | SS第1ラウンド |  |  | SS第2ラウンド | SS第2ラウンド              | SS第2ラウンド |  |  | チャンピオンシップ | チャンピオンシップ  | チャンピオンシップ |
|  |               |               |               |  |  |               |                            |               |  |  |                    |                     |                    |
|  | H             | ステージ1位A† |               |  |  |               |                            |               |  |  |                    |                     |                    |
|  | A             | 年間勝点3位   |               |  |  |               |                            |               |  |  | H                  | 年間勝点1位         |                    |
|  |               |               |               |  |  | ‡             | ステージ1位vs年間3位の勝者 |               |  |  | A                  | SS第2ラウンドの勝者 |                    |
|  |               |               |               |  |  | ‡             | 年間2位vsステージ1位の勝者 |               |  |  |                    |                     |                    |
|  | A             | 年間勝点2位   |               |  |  |               |                            |               |  |  |                    |                     |                    |
|  | H             | ステージ1位B† |               |  |  |               |                            |               |  |  |                    |                     |                    |

†：ステージ1位クラブについては、便宜上年間勝点の上位クラブを「ステージ1位A」、下位クラブを「ステージ1位B」としている。
‡：準決勝は原則として年間勝点の上位クラブのホームゲームとする（詳細後述）。
当初案からの具体的な変更点・決定点は以下の通りである。
- ポストシーズンの出場クラブを「各ステージ2位以上+年間勝点1位」から「各ステージ1位+年間勝点上位3クラブ」の最大5クラブに変更。
  - ステージ1位のクラブがJ2降格となる場合（年間勝点で16位以下となる場合、あるいはJ1のクラブライセンスが発給されない場合）はポストシーズン進出権利を失う[30]。
  - 意図的な敗戦によるCS進出狙いを回避するため、出場条件を満たすクラブが重複した場合（年間勝点1位かつステージ1位、など）あるいは出場条件を喪失したクラブが存在した場合でも、出場枠の補填（ステージ2位以下、あるいは年間勝点4位以下のチームの繰り上げ出場）は行わない[30]。
- 年間勝点1位のクラブはCSへ無条件でシードされ、もう1つのCS進出をかけたSSは各ステージ1位とそれ以外の年間勝点2・3位のクラブがトーナメント方式で対戦する[30]。
  - SS第1ラウンドは「年間勝点上位のステージ1位クラブ-年間勝点3位」「年間勝点下位のステージ1位クラブ-年間勝点2位」の組み合わせとなる。
  - 条件が重複して4クラブの対戦となった場合は、ステージ1位クラブ（年間勝点上位を優先）がSS第2ラウンドにシードされる。この場合はSS第1ラウンドは1試合のみとなる[29]。
  - 条件が重複して3クラブの対戦となった場合は、SS第1ラウンドは行わない。
- SS、CSとも各試合1試合制を基本とし[29]、主催権（ホームゲーム開催権）は原則として「年間勝点1位→ステージ1位→年間勝点2位」の順に優先権を与える。
  - SS第1ラウンドはステージ1位クラブの本拠地で開催。
  - SS第2ラウンドは原則として（ステージ順位に関係なく）年間勝点の多いクラブの本拠地で開催。ただし、SS第1ラウンドをシードされたステージ1位クラブの試合はステージ1位クラブの本拠地で開催。
  - CSは年間勝点1位クラブの本拠地で開催。
- 年間総合順位はCSの結果により優勝クラブを1位、敗者クラブを2位、3位以下についてはSSの成績に関係なく（CS出場クラブを除いた）年間の勝点の総合計によって決定し、CS進出クラブと、それ以外の年間勝点の最も多いチームが次年度のACL出場資格を得る[30]。このことはすなわち「年間勝点1・2位をもってACLの出場権が確定する」ことを意味している[注 2]。

その後、チャンピオンシップの試合数を当初の年間勝点第1位クラブの本拠地での1試合制から、SS第2ラウンドを勝ち上がったクラブの本拠地での試合を追加したホーム・アンド・アウェーの2試合制にすることに修正が行われた。またこれらポストシーズントーナメントについて、これまで「スーパーステージ」（第1・2ラウンド）としていたプレーオフ1回戦・準決勝についても「Jリーグチャンピオンシップ」（1回戦・準決勝）の名称を使用することになった。2016年大会においては、組み合わせの決定方法について年間順位を優先する方式に改められている（後述）。
2015年9月14日に発表された大会概要では、J1リーグ戦同様、明治安田生命保険相互会社が冠スポンサーとなって『明治安田生命Jリーグチャンピオンシップ』の名称で開催されることが発表されている。大会エンブレムはマイスターシャーレと月桂樹を模し、上部には「PER ANGSTA AD AUGSTA」（ラテン語で「狭きを通り高みへ」「苦難を経て栄光へ」の意味）の文字が入っている。

### レギュレーション（2015年・2016年）
2015年9月14日に発表された大会概要 に基づく2015年のレギュレーションは以下の通り（トーナメントの割り当ておよび年間順位決定方法については前述のとおりであるため割愛）。
- 1回戦と準決勝はいずれも90分（45分ハーフ）の1回戦制で行われ、とし、同点の場合は30分（15分ハーフ）の延長戦を実施。それでも決着がつかない場合はPK戦（各5人ずつ。それでも決着がつかなければ6人目からサドンデス）で勝ち抜けチームを決める完全決着方式を採用。
- 決勝戦はホーム・アンド・アウェーの90分（45分ハーフ）の2回戦制で行われる。2試合終了時点での勝利数の多いチームを優勝とし、同じ勝ち星（1勝1敗もしくは2分け）となった場合は、次の順番で優勝を決定する。
  1. 2試合の総得点（得失点差）
  2. 2試合のアウェーゴール数
  3. 第2戦の後半終了後、30分（15分ハーフ）の延長戦（アウェーゴール非適用）を実施。延長戦で決着がつかない場合はPK戦により決着。
- 登録メンバーや選手交代条件は通常のリーグ戦と同様。
- 警告累積は大会期間中にイエローカード（警告）累積2枚で次試合出場停止。ただし決勝戦には準決勝までの警告を持ち越さない。また、リーグ戦の警告累積もチャンピオンシップに持ち越さない。
- チャンピオンシップの優勝・準優勝の賞金・賞品は従前のリーグ戦に従うが、1回戦・準決勝では勝利チーム賞として各1500万円が与えられる。
- 各試合で最も活躍した選手にはマン・オブ・ザ・マッチ（MOM）として賞金50万円、大会を通じて最も活躍した選手にMVPとして賞金100万円を授与[35]。

2015年大会を経て、レギュレーションがわかりにくいことへの反省点、ならびにリーグ戦成績上位チームの優位の一貫性を確保する観点から、2016年大会に関しては以下の見直しが行われることが2015年12月22日に発表された。
- 出場資格の優先度について「年間1位→ステージ優勝→年間2位・3位」だったものを「年間1位→年間2位・3位→ステージ優勝」に変更し、1回戦・準決勝とも「（ステージ成績にかかわらず）年間順位上位クラブのホームゲーム」とする。
- 勝敗の決定方法についてJ1昇格プレーオフに準じた形に変更する。
  - 1回戦・準決勝は90分で同点の場合は「年間順位上位チームの勝利（準決勝・決勝進出）」とする。
  - 決勝は2試合の「総得点（得失点差）」「アウェーゴール数」で同点の場合は「年間順位上位クラブの優勝」とし延長戦・PK戦は行わない。

### 試合結果（2015年・2016年）

#### 2015年
|  | 準決勝（11月28日・埼玉）          | 準決勝（11月28日・埼玉）          | 準決勝（11月28日・埼玉） |  |  | 決勝（12月2日・万博 / 12月5日・Eスタ）    | 決勝（12月2日・万博 / 12月5日・Eスタ）    | 決勝（12月2日・万博 / 12月5日・Eスタ） | 決勝（12月2日・万博 / 12月5日・Eスタ） | 決勝（12月2日・万博 / 12月5日・Eスタ） |
|  |                                   |                                   |                          |  |  |                                           |                                           |                                        |                                        |                                        |
|  |                                   |                                   |                          |  |  | サンフレッチェ広島（年間勝点1位・2nd1位） | サンフレッチェ広島（年間勝点1位・2nd1位） | 3                                      | 1                                      | 4                                      |
|  | 浦和レッズ（年間勝点2位・1st1位） | 浦和レッズ（年間勝点2位・1st1位） | 1                        |  |  | ガンバ大阪（年間勝点3位）                 | ガンバ大阪（年間勝点3位）                 | 2                                      | 1                                      | 3                                      |
|  | ガンバ大阪（年間勝点3位） (延長)  | ガンバ大阪（年間勝点3位） (延長)  | 3                        |  |  |                                           |                                           |                                        |                                        |                                        |

#### 2016年
|  | 準決勝（11月23日・等々力）              | 準決勝（11月23日・等々力）              | 準決勝（11月23日・等々力） |  |  | 決勝（11月29日・カシマ / 12月3日・埼玉） | 決勝（11月29日・カシマ / 12月3日・埼玉） | 決勝（11月29日・カシマ / 12月3日・埼玉） | 決勝（11月29日・カシマ / 12月3日・埼玉） | 決勝（11月29日・カシマ / 12月3日・埼玉） |
|  |                                         |                                         |                            |  |  |                                          |                                          |                                          |                                          |                                          |
|  |                                         |                                         |                            |  |  | 浦和レッズ（年間勝点1位・2nd1位）        | 浦和レッズ（年間勝点1位・2nd1位）        | 1                                        | 1                                        | 2                                        |
|  | 川崎フロンターレ（年間勝点2位）         | 川崎フロンターレ（年間勝点2位）         | 0                          |  |  | 鹿島アントラーズ (a)                     | 鹿島アントラーズ (a)                     | 0                                        | 2                                        | 2                                        |
|  | 鹿島アントラーズ（年間勝点3位・1st1位） | 鹿島アントラーズ（年間勝点3位・1st1位） | 1                          |  |  |                                          |                                          |                                          |                                          |                                          |

### 2016年限りでの終了へ
2016年7月20日、Jリーグの放映権について、イギリスの動画配信大手パフォーム・グループが提供するライブストリーミングサービス「DAZN（ダ・ゾーン）」と10年総額約2100億円の大型契約を締結したことを発表。これを受けてJリーグでは、2017年シーズンからの新たな施策について協議を行った。この中で、2ステージ制（チャンピオンシップ）のあり方についても検証が行われ、新聞露出件数で前年比136％、試合中継以外のテレビ放送時間で前年比236％と当初の目的であったメディア露出面では一定の成果が観られたものの、優勝決定に至るプロセスのわかりにくさ、AFCチャンピオンズリーグ (ACL) を加味した日程編成上の問題があり、ステークホルダーであるファンサポーター・クラブ関係者・パートナー企業の意見集約が得られたことを踏まえ、3年振りに1ステージ制（ホーム・アンド・アウェー方式の総当たりリーグ戦）に戻すことが確認された。これにより、チャンピオンシップは復活後2シーズン制で再び終了となった。

## 注記
1. ↑  具体的には、以下の2通りが考えられる。

  - ステージ3位以下のクラブが敢えて負けることで「ステージ1位（または2位）」と「年間勝点1位」を重複させ、繰り上げ枠を増やすことで自らがのクラブがSSに進出出来るようにする行為。
  - ステージ2位以内を確定させているクラブが敢えて負けることでSSでの組み合わせを“操作”し、SSで対戦成績の良いクラブとあたるようにする（あるいは対戦成績の悪いクラブとの対戦を回避する）行為。
2. ↑  年間勝点1位のクラブは無条件でCSに出場することから、「（SSを勝ち抜いて）CSに出場するクラブ」か「CSに出場しないクラブで年間勝点の最も多いクラブ」のいずれかになることが確定するため。
3. ↑  2015年シーズンは、ACLで日本のクラブが決勝進出した場合に日程の関係から「特定カードの最終節前倒し」が想定されたこと、2016年シーズンはリーグ戦を前倒しした結果、ACL・天皇杯の勝ち残り次第で「11月から翌年2月までの約4ヶ月間公式戦がない」クラブが生じること、など[38]。